# Hladké Životice místní nádraží
Hladké Životice místní nádraží – przystanek kolejowy w Hladkych Životicach, w kraju morawsko-śląskim, w Czechach. Znajduje się na wysokości 275 m n.p.m. i leży na linii kolejowej nr 277.